# Fernanda de Goeij
Fernanda de Goeij (Curitiba, 11 de novembro de 2000) é uma nadadora brasileira especialista em nado costas.

## Trajetória esportiva
Começou a nadar no estilo borboleta, mas um problema nas costas a impediu de seguir o treino com estilo, mudando para o estilo que lhe deu títulos nacionais e vaga na Seleção Brasileira.
Nos Jogos Sul-Americanos de 2018 em Cochabamba, ela conquistou a medalha de ouro nos 4 × 100m medley, e duas medalhas de prata nos 100m e 200m costas.
Nos Jogos Olímpicos de Verão da Juventude de 2018, em Buenos Aires, ela ganhou a medalha de prata no revezamento 4 × 100 metros livre. Foi a primeira vez que um revezamento feminino do Brasil conquistou uma medalha na natação em nível mundial. Ela também terminou em 4º no revezamento 4 × 100 metros medley, 5º nos 50 metros costas, 9º nos 100 metros costas, 11º nos 200 metros costas e 12º no revezamento 4 × 100 metros medley misto.
Com apenas 18 anos, ela foi para os Jogos Pan-Americanos de 2019, onde, nos 200 metros costas, ela quebrou o Recorde Sul-americano, com o tempo de 2m11s95, terminando em 4º lugar. No revezamento 4 × 100 m medley, ela conquistou a medalha de bronze por participar das eliminatórias. Ela também terminou em 5º lugar nos 100 metros costas, e em 7º lugar nos 400 metros medley.